# Лату, Нили
Нили Лату (англ. Nili Latu), полное имя Отенили Лангиланги (англ. Otenili Langilangi, родился 19 февраля 1982) — тонганский регбист, фланкёр японского клуба «НЕК Грин Рокетс» и сборной Тонга по регби. Кузен новозеландского регбиста Дуга Хаулетта.

## Биография
Выступал в Кубке Air New Zealand за команду залива Пленти. В 2005 году дебютировал за клуб «Чифс» в матче против «Шаркс». За сборную Тонга дебютировал 4 июня 2006 матчем против Японии, затем сыграл против Фиджи. Третий тест-матч за сборную провёл против второй команды Новой Зеландии, четвёртый — против Островов Кука. В матче против Самоа вышел на замену, а во втором матче против Островов Кука вывел команду уже в ранге капитана. В сборной считается лидером по числу матчей в ранге капитана (42 встречи).
В конце 2006 года Лату вошёл в состав клуба «Харрикейнз» в поддержку игрокам Джерри Коллинзу и Родни Со'оиало перед сезоном 2007 года. В 2007 году на чемпионате мира он был капитаном команды; в играх отличался мастерством захватов. В 2008 году газета The Independent внесла Лату в список 50 лучших регбистов мира. В 2007 году Лату перешёл в японский клуб «НЕК Грин Рокетс», до 2015 года провёл 63 матча за команду. С 2006 по 2008 годы Лату сыграл также несколько игр за сборную тихоокеанских игроков «Пасифик Айлендерс».
17 апреля 2015 года перешёл в английский «Ньюкасл Фэлконс», дебютировав в сезоне 2015/2016. В том же году снова выступил за сборную Тонга на Кубке мира. В сезоне 2017/2018 клуб занял благодаря его выступлению 4-е место в чемпионате Англии, установив своё лучшее достижение за 20 лет; по окончании сезона Лату объявил о возвращении в «НЕК Грин Рокетс».
22 мая 2018 года сыграл в Кубке Quilter за международный клуб «Барбарианс» против Англии на стадионе «Туикенем» в месте со своим одноклубником Джошем Матавеси: «варвары» победили англичан 63:45.